# История одного преступления (мультфильм)
«История одного преступления» — советский мультипликационный фильм режиссёра Фёдора Хитрука, снятый 1962 году.
Это сатирическая комедия, остроумно высмеивающая виновников «шумовой атаки», характерной для современного большого города, эгоистическое невнимание к соседям.

## Сюжет
Шум, создаваемый неделикатными соседями по дому в течение всей ночи, довёл добрейшего Василия Васильевича Мамина до того, что он нанёс двум женщинам тяжкие телесные повреждения, ударив их сковородкой по голове.

## Создатели
| автор сценария             | Михаил Вольпин |
| режиссёр                   | Фёдор Хитрук |
| художник-постановщик       | Сергей Алимов |
| художники-мультипликаторы: | Галина Баринова, Наталия Богомолова, Яна Вольская, Эльвира Маслова, Мария Мотрук, Анатолий Петров, Владимир Морозов, Леонид Носырев, Рене Овивян, Геннадий Сокольский |
| художники-декораторы       | Ирина Светлица, Галина Невзорова |
| композитор                 | Андрей Бабаев |
| оператор                   | Борис Котов |
| звукооператор              | Георгий Мартынюк |
| редактор                   | Пётр Фролов |
| директор картины           | Л. Сенаторова |
| ассистенты режиссёра       | Г. Бродская, М. Русанова |
| ассистент оператора        | М. Курицина |
| текст от автора читает     | Зиновий Гердт |

## Критика и влияние
Юрий Норштейн в интервью 2017 года вспоминал о дебютном мультфильме Хитрука как о выдающемся событии в анимации:

С "Историей одного преступления" Хитрук попал в перекрестье времени, абсолютно точно в его сердцевину, в перекрестье художественной и внутренней свободы. То есть он-то свободен был всегда, но здесь же еще важна свобода других — еще и поэтому, как я понимаю, он набрал в группу молодежь. Новаторство было уже в самой теме, это во-первых. Это же социальная анимация, явление до той поры не частое. На Хитрука даже накаты были со стороны пенсионеров — нам Хрущев квартиры дает, а Хитрук издевается, мол, жить в этих квартирах нельзя. Во-вторых, в "Истории одного преступления" — абсолютная анимационная новизна во всем. Хитрук не прорабатывал действие подробно, как это принято было на "Союзмультфильме", а применил прием синкопированности действия, когда вылетает часть действия, есть только начало и финальный результат. Но воображение дорисовывает. Так возникает потрясающий эффект: оказывается, скрытое изображение гораздо более вещественное, чем материальное. И наконец, в-третьих, в "Истории одного преступления" совершенно новое монтажное построение. И новое построение пространства внутри одного кинокадрика. Помните, что там сплошь пустые пространства? Заполнены только те, что нужны режиссеру для действия. Кровать Василия Васильевича — пустое пространство. Что ему нужно: тумбочка — она рядом, будильник. Все остальное — пустое пространство. Оно ему не нужно, он пространство заполняет действием. Ну а про темпоритм я даже не говорю. Это сразу стало открытием Хитрука. Никто до него так точно по темпу не строил композицию движения, композицию действия. Он в этом — могу сказать — гений. Темпоритм он понимал, как, наверное, только Чаплин его понимал в кино.— Из интервью, приуроченному к столетию Фёдора Хитрука
По утверждению шеф-редактора «Союзмультфильма» Сергея Капкова, «История одного преступления» являлась революционным кино, давшим старт многим новичкам, ставшим впоследствии знаменитыми режиссёрами и художниками-мультипликаторами, одной из которых была Наталия Богомолова.

## Награды
- 1962 — VII Международный кинофестиваль в Сан-Франциско — приз «Золотые Ворота»;
- 1962 — Фестиваль в Венеции — приз «Серебряный лев»
- 1963 — IX международный фестиваль кино- и мультипликационных фильмов в Оберхаузене (ФРГ) — Почётный диплом.
- 1964 — I Всесоюзный кинофестиваль в Ленинграде — Первая премия по разделу мультфильмов (разделена с мультфильмом «Отть в Космосе»).

## Издания на видео
- В 2002 году выпущен на VHS и компакт-дисках Video CD в 1 выпуске коллекции «Мастера русской анимации — 1» с английскими субтитрами, а далее — на DVD: Masters of Russian Animation Volume 1.[5]
- «Шпионские страсти», DVD, «Союзмультфильм», распространитель «Союз». Сборник издавался в 2003 и 2006.[6]

В мультфильме звучит отрывок из песни Long Tall Sally в исполнении Элвиса Пресли.